# فروت نينجا
فروت نينجا (بالإنجليزية: Fruit Ninja)‏، هي لعبة فيديو من نوع أركيد، صدرت في 2010. وهي متوفرة على العزيز من الأجهزة منها ويندوز فون وأندرويد وآي أو إس. اللعبة من تطوير ونشر هالفبرك ستوديوز.

## طريقة اختيار اللغة العربية
توفر اللعبة للغة العربية بمجرد اختيار اللغة الأساسية لنظام التشغيل لهاتف تدعم متجر أندرويد أو آي تونز، حيث تتم دعم اللغة العربية كاملة، وهي أول لعبة فيديو أسترالية تدعم اللغة العربية.

## وصلات خارجية
- فروت نينجا على موقع Google Play (الإنجليزية)
- فروت نينجا على موقع Google Play (الإنجليزية)
- الموقع الرسمي
 (الإنجليزية)
- Developer website
- Fruit Ninja – iOS App Store
- Fruit Ninja - Google App Store
- Caramel Tech Studios - Software Developer responsible for coding Half Brick Studio Games